# Maksymilianów (Węgrów)
Pour les articles homonymes, voir Maksymilianów.
Maksymilianów (prononciation : [maksɨmiˈljanuf]) est un village polonais situé dans la gmina de Korytnica dans le powiat de Węgrów et en voïvodie de Mazovie dans le centre-est de la Pologne.
Ce village se trouve à environ 7 kilomètres au nord-ouest de Korytnica, 18 kilomètres à l'ouest de Węgrów (chef-lieu du powiat) et à 59 kilomètres au nord-est de Varsovie (capitale de la Pologne).

## Histoire
De 1975 à 1998, le village appartenait administrativement à la voïvodie de Siedlce.